# Gestion de l'eau à Reims
Cet article présente l'histoire et les événements significatifs concernant la construction du réseau d’eau potable de Reims, en France.

## Historique de la gestion de l’eau à Reims
Pendant de longues années, la construction ainsi que le développement de Reims se sont appuyés sur la Vesle. Dès l’origine de la ville, le Vesle et ses marécages furent à la fois un moyen de protection au sud-ouest et une source d’approvisionnement.

### Période gallo-romaine
Les romains construisent, aux alentours de l'an 20 de notre ère, un aqueduc qui alimenta du Ier  au  IVe siècle, Durocortorum (Reims) en eau potable. Un quadrillage de tuyaux de plomb établi au IIIe siècle venait compléter l’aqueduc. Ce réseau fut détruit au XIIe siècle à la suite des diverses incursions barbares depuis le IXe siècle.

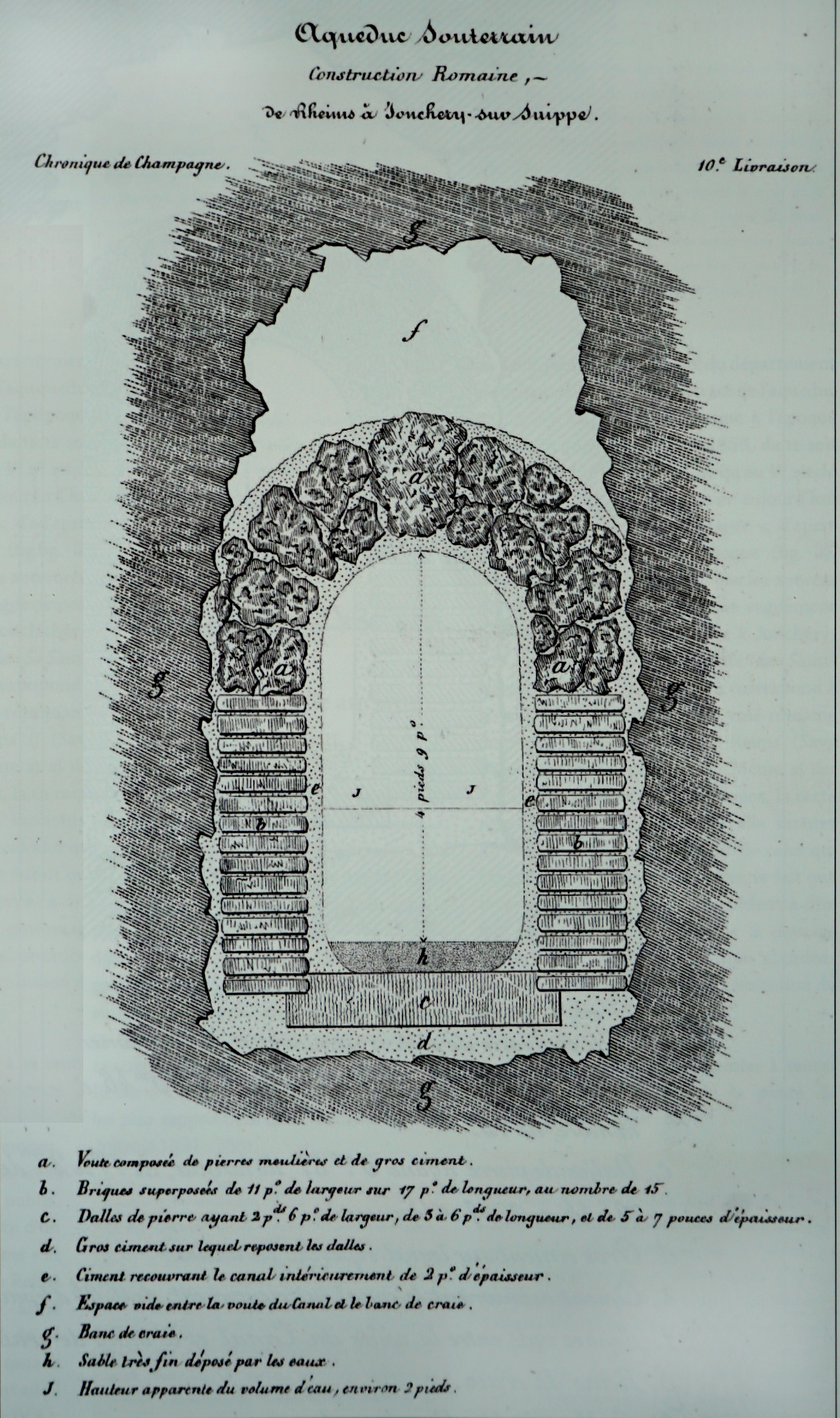
Vestige de l'aqueduc de Lutèce construit à la période gallo-romaine.

### Au Moyen Âge
À la suite de l'autorisation du Conseil de Ville, plusieurs centaines de puits ont dû être creusés entre le XIIe  et le  XVIIIe siècle pour permettre aux habitants d’accéder à l’eau potable.
Les habitants ont alors eu recours à ces puis creusés à travers la ville mais qui étaient  sources de maladies et d’épidémies. En effet, les fosses d’aisance et les égouts à ciel ouvert étaient souvent près des puits. 
L’eau était gratuite si on allait la chercher soi-même. Par contre, le recours aux porteurs d’eau, dont le métier est de vendre une eau qu’ils puisent dans des endroits désignés par les autorités publiques était payant.

### AuXVIIIesiècle

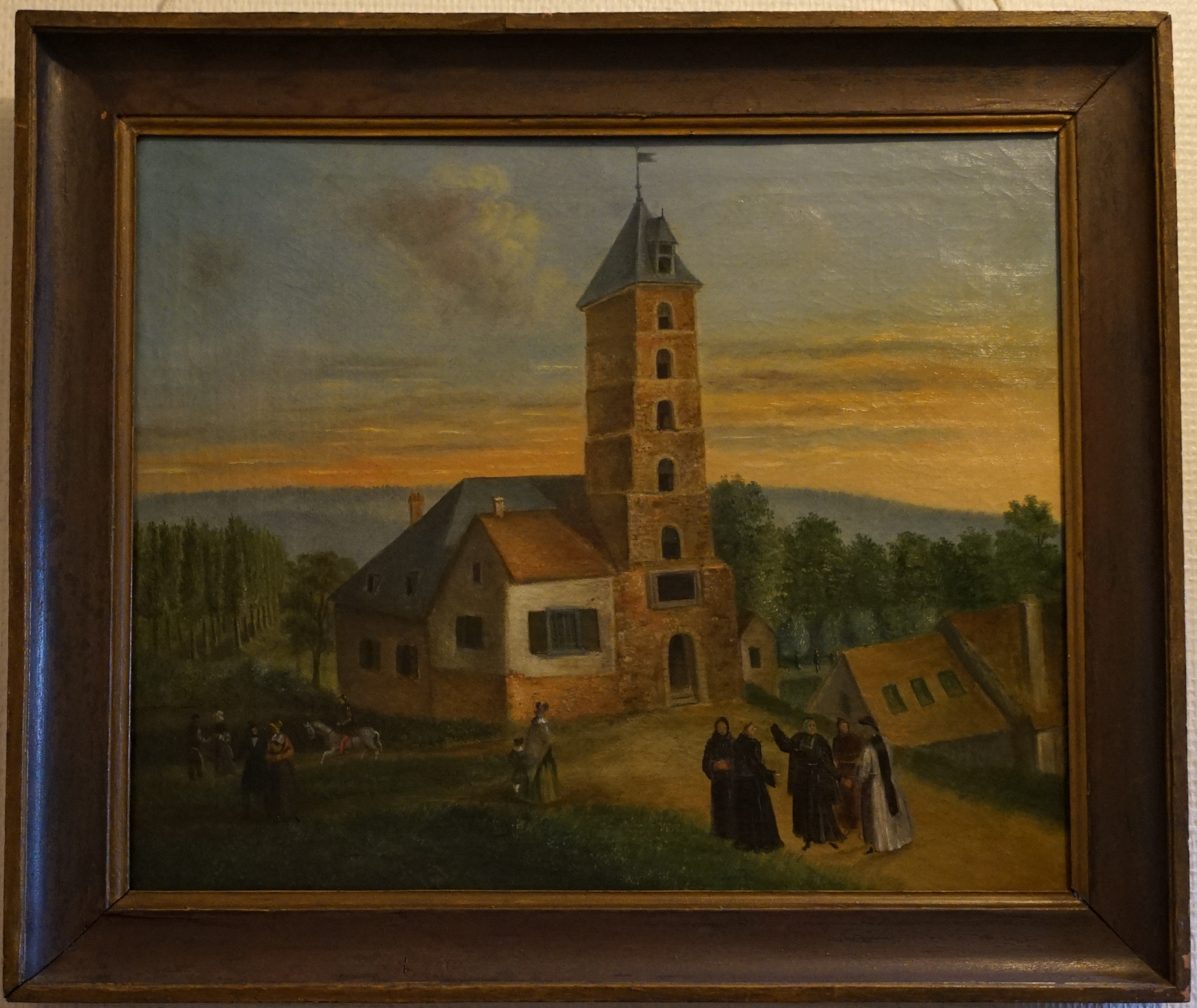
La tour Fery sur un tableau du musée le Vergeur.

Le chanoine Godinot, soucieux de l’hygiène de ses concitoyens, consacra une partie de sa fortune à l’édification de 17 fontaines qui furent surnommées « fontaine Godinot » réparties dans Reims. Pour alimenter ses fontaines, il fit appel au père André Ferry qui avait inventé une machine élévatoire des eaux. Une de ces machines, actuellement Tour Féry, fut implantée sur un bras de la Vesle permettant ainsi un accès à une eau plus pure.

### La période  hygiéniste auXIXesiècle
La ville décida la construction d’un réseau public d’adduction d’eau potable, commencé en 1844 et terminé en 1885. 
César Poulain, maire de Reims, finance par un emprunt municipal le renforcement du  réseau de distribution d'eau. Celui-ci atteint une longueur de 40 km et alimente 1 528 concessions et 121 bornes publiques.
En 1842, est mis en service un nouveau réseau d’eau construit par l’ingénieur-hydraulicien Jean-Marie Cordier. Celui-ci a fourni un réseau complet, d'une station de pompage qui a remplacé les installations de la tour Féry insuffisante malgré une première modernisation, un réseau de 13 332 mètres avec 56 bornes-fontaines permettant de fournir 104 litres d’eau par jour et par habitant aux 38 539 habitants que comptait la ville à cette époque.
En 1874, une nappe phréatique est découverte près de Cormontreuil. L’eau qui y est puisée est envoyée dans les réservoirs du moulin de la Housse.
En 1882, le réservoir du moulin de la Housse est construit.

### La consolidation du réseau auXXeetXXIesiècles
En 1907, le réseau de distribution d’eau potable a atteint une longueur totale de 107 km. Il y a 7 383 branchements qui alimentent des abonnés, les fontaines monumentales, les bornes fontaines, les bouches d’eau et les urinoirs, affectés au service public. La population desservie s’élève à 110 000 habitants. Le volume moyen d’eau produit par jour est de 10 157 m3. 
En 1966, un nouveau réservoir dit « réservoir de la Faculté » est construit pour accompagner le développement du quartier. Il est complété en 1970 par la construction du « château d’eau de Croix Rouge »
En 1973, la zone de captage  d’Auménancourt  est mise en service accompagné par la construction d’un réservoir du même nom.
En 2012, l’usine de traitement des eaux de Couraux (l’UTEC) est mise en service et élimine les pesticides du champ captant de Couraux par filtration sur charbon actif.
Au 1er janvier 2015, 10 nouvelles communes ont rejoint Reims Métropole. Les Délégations de Service Public sont intégrées au fur et à mesure de leur échéance au service d'eau et d'assainissement qui est géré au niveau intercommunal en régie par Reims Métropole.
En mars 2016, Reims Métropole a mis en service le nouveau site de captages des Avaux. 

## Les installations

### Le réservoir du Moulin de la Housse
C’est un ouvrage souterrain composé de 2 cuves de 10 000 m3 chacune. Il est alimenté par les eaux du captage de Couraux et du captage de Fléchambault.

### Le château d'eau du Moulin de la Housse

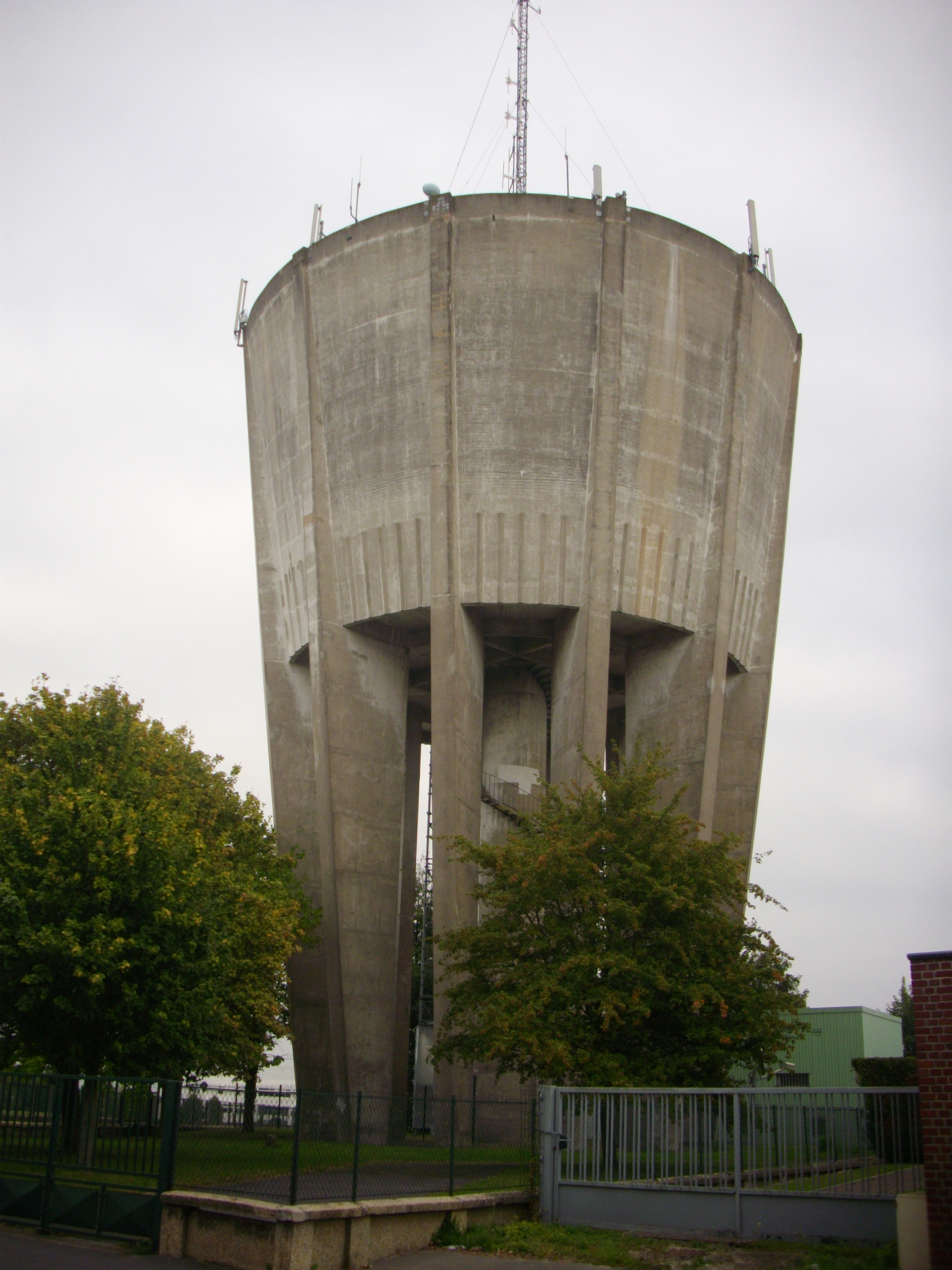

### Le château d’eau de Croix Rouge

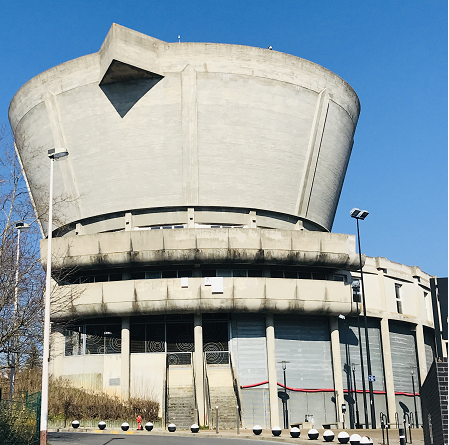
Chateau d'eau de Croix Rouge.